# Кувязево
Кувя́зево — деревня Кривецкого сельсовета Добровского района Липецкой области.

## География
Деревня расположена примерно в 20 километрах (расстояние по дороге) к востоку от райцентра, села Доброе, на реке Яблонка (бассейн реки Воронеж, устье Яблонки находится севернее Кувязево). К югу от деревни проходит автодорога Доброе—Мичуринск. Западнее Кувязево, с северной стороны от шоссе, стоит село Кривец, центр сельсовета, юго-западнее, с южной стороны от дороги — деревня Леденёвка. По руслу Яблонки, по восточной окраине населённого пункта, и затем севернее, по левому берегу реки, проходит административная граница Липецкой и Тамбовской областей. Таким образом, в южной части деревня Кувязево примыкает к улице Большая дорога села Ярок Мичуринского района Тамбовской области (село стоит на противоположном берегу Яблонки и населённые пункты разделяет только река). Ещё одна улица села находится на левом берегу к северу от Кувязево. Высота центра деревни над уровнем моря — 119 м.

## История
Деревня Кувязево возникла не ранее 1916 года, однако по данным начала 1932 года в ней уже проживало 209 человек. По некоторым сведениям, деревня была основана помещиком Кувязевым на принадлежащем ему участке в 149 десятин земли. Вероятно, из-за близости Тамбовской области встречаются утверждения, что населённый пункт входил в Козловский уезд Тамбовской губернии. В 1930-х годах в Кувязево был образован колхоз «Память Кирова» (председатель — А. В. Фролов), к началу 1950-х годов представлявший собой, по некоторым данным, мелкую артель, которая в феврале 1950 года влилась в колхоз «Память Куйбышева» села Кривец. По состоянию на вторую половину 1930-х — начало 1940-х годов Кувязево носило название Котенёвка. Поселение включало в себя не только нынешнюю территорию деревни, но и находящийся севернее небольшой левобережный микрорайон села Ярок и насчитывало 49 дворов.

## Население
| 2010 |
| ---- |
| 25   |

Численность населения в конце XX — начале XXI века
| Дата          | Численность, чел. | Число дворов (домохозяйств) |
| 1990          | ≈60               | н/д                         |
| 1 января 2002 | 49                | 27                          |
| Октябрь 2002  | 38                | н/д                         |
| 1 января 2008 | 27                | 16                          |
| 1 января 2010 | 26                | 17                          |
| Октябрь 2010  | 25                | н/д                         |

Половой и национальный состав
Согласно переписи 2002 года, в Кувязево проживало 15 мужчин и 23 женщины, 100 % населения составляли русские.

## Инфраструктура
По одним данным, в Кувязеве официально улиц и переулков не числится. По другим данным, единственная улица деревни носит название Центральная, общая протяженность уличной сети Кувязево составляет 0,8 км, покрытие — щебень. Выезд из деревни к автодороге Доброе—Мичуринск осуществляется по участку шоссе V категории, протяженностью 1,5 км, с асфальтобетонным покрытием. В Кувязево проведены газ, телефон, электричество.